# High Street 11, 13

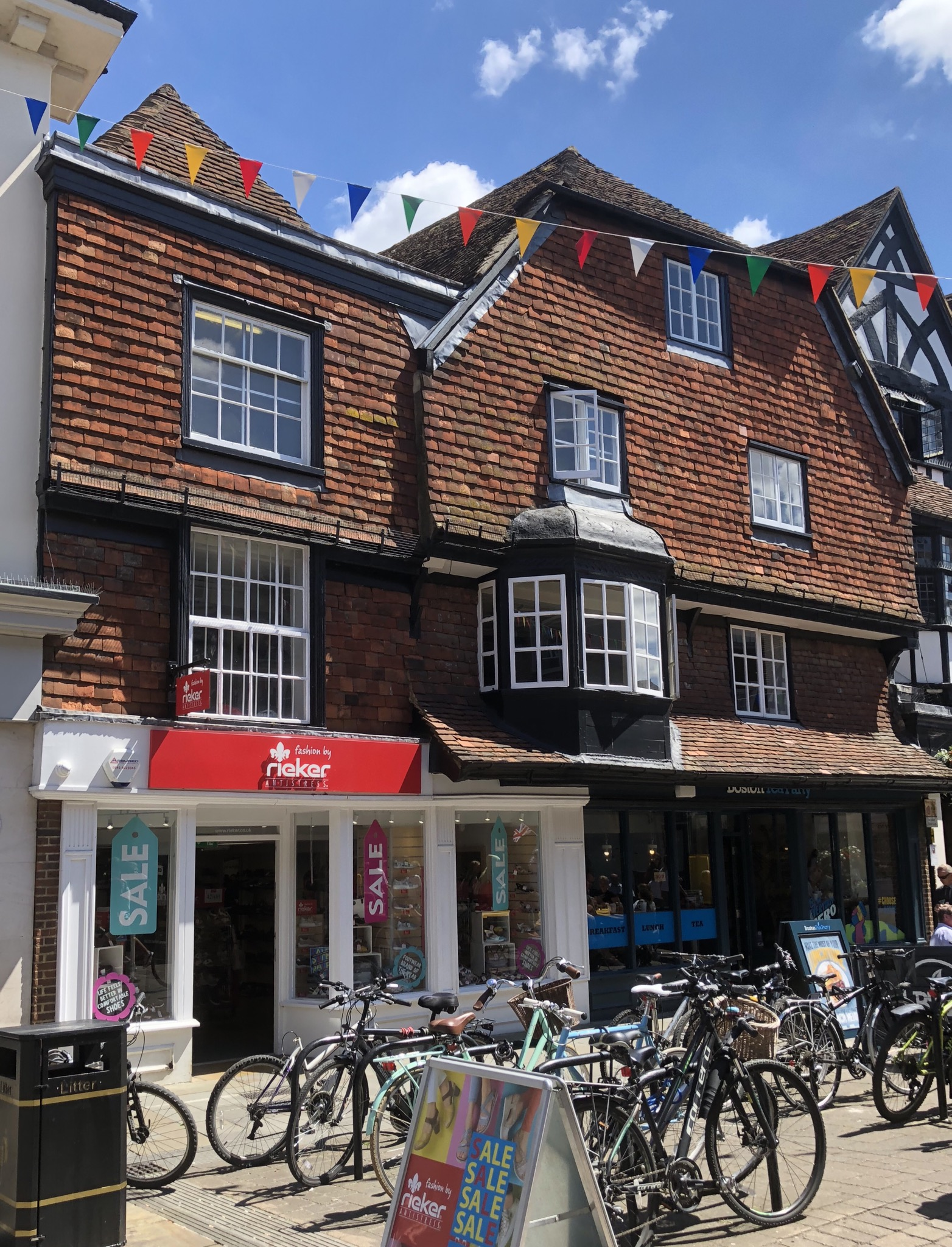
High Street 11, 13 im Jahr 2019

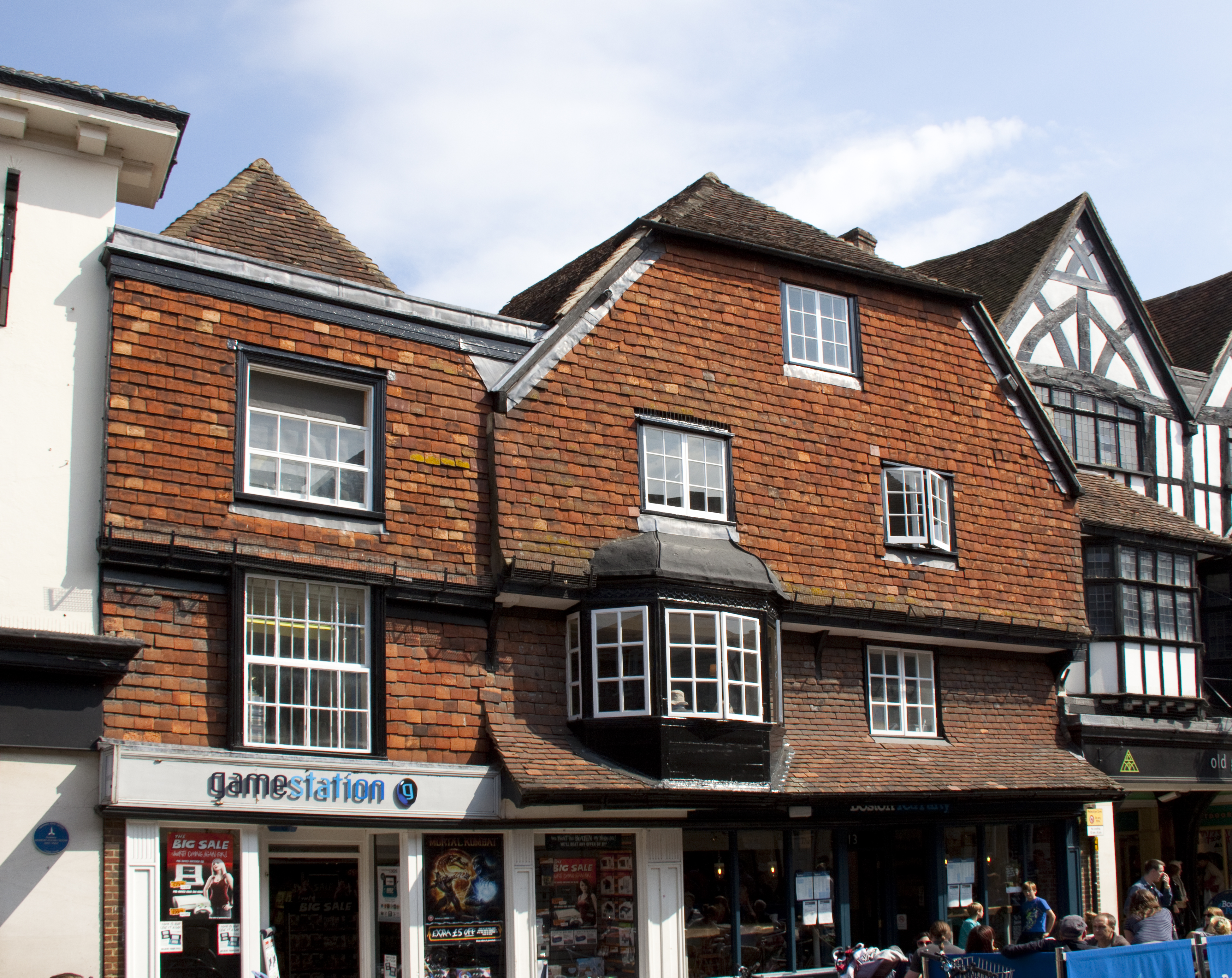
2011

Das Gebäude High Street 11, 13 ist ein denkmalgeschütztes Haus in Salisbury in England.

## Lage
Es befindet sich im Ortszentrum von Salisbury auf der Ostseite der High Street. Südlich grenzt das The Old George Inn an, durch das der Durchgang zur Old George Mall führt.

## Architektur und Geschichte
Das dreigeschossige Fachwerkhaus geht auf das 16. Jahrhundert zurück und wurde im 18. Jahrhundert umgebaut. Die Fassade zeigt sich unregelmäßig und ist an den oberen Geschossen mit Ziegeln verkleidet. Das zweite Obergeschoss kragt dabei deutlich vor. Die Fensteröffnungen sind unterschiedlich groß. Markant ist ein etwa mittig am ersten Obergeschoss befindlicher Erker, mit bleigedecktem Dach. Er ist mit einem Fries verziert. Der linke Gebäudeteil entstand als Erweiterung und weist noch ein Schiebefenster aus dem 18. Jahrhundert auf.
Im Erdgeschoss sind Ladengeschäfte in moderner Gestaltung untergebracht. Auf der rechten Seite ragt oberhalb des Erdgeschosses ein kurzes, mit Ziegeln gedecktes Dach in den Straßenraum.
Im ersten Obergeschoss befindet sich ein im historischen Erscheinungsbild erhaltenes getäfeltes Zimmer.
Als denkmalgeschützt wird es seit dem 28. Februar 1952 geführt.